# Mårten Blomkvist
Mårten Blomkvist, född 9 februari 1958, är en svensk filmrecensent och kulturjournalist.
Mårten Blomkvist växte upp i Stockholmsförorten Mälarhöjden. Han skriver regelbundet om film i bland annat Dagens Nyheter. Han är också författare till Höggradigt jävla excentrisk: en biografi över Bo Widerberg (2011) samt svensk huvudredaktör för Bonniers stora filmguide.
Mårten Blomkvist är gift med Nina Widerberg, dotter till Bo Widerberg.